# Badoedjardjar
Badoedjardjar of Badoe Djardjar was een  dorp en een kampement in het voormalige Nederlands-Indië. Het kampement was in gebruik als krijgsgevangenkampen na de overgave van de regio te 8 maart 1942. 
De enige bron die de locatie nauwkeurig aanwijst wordt vermeld in een brief geschreven door een soldaat aan zijn broer wordt de locatie beschreven als “6km onder Tjimahi (Cimahi)”. Cimahi is onderdeel geworden van het grotere Bandung maar heeft hierin nog eigen regie. De plaatsnaam is gewijzigd naar Galanggang (Batujarjar). 
Een korte tijd hebben de Korps Speciale Troepen er van 1948 tot omstreeks 1950 gezeten.